# Episodi di Lost (quinta stagione)
La quinta stagione della serie televisiva Lost è stata trasmessa negli Stati Uniti per la prima volta dall'emittente ABC a partire dal 21 gennaio 2009 al 6 maggio 2009.
In Italia è stata trasmessa in prima visione sul canale satellitare Fox dal 6 aprile al 20 luglio 2009 e in chiaro su Rai 2 dal 27 luglio al 31 agosto 2009. In Svizzera è stata trasmessa dal 5 luglio al 23 agosto 2009 su RSI LA2.
| nº | Titolo originale                     | Titolo italiano                | Prima TV USA     | Prima TV Italia           |
| -- | ------------------------------------ | ------------------------------ | ---------------- | ------------------------- |
| 1  | Because You Left                     | L'assenza e il vuoto           | 21 gennaio 2009  | 6 aprile 2009             |
| 2  | The Lie                              | La grande menzogna             | 21 gennaio 2009  | 13 aprile 2009            |
| 3  | Jughead                              | La bomba                       | 28 gennaio 2009  | 20 aprile 2009            |
| 4  | The Little Prince                    | Il piccolo principe            | 4 febbraio 2009  | 27 aprile 2009            |
| 5  | This Place Is Death                  | Questo posto è la morte        | 11 febbraio 2009 | 4 maggio 2009             |
| 6  | 316                                  | 316                            | 18 febbraio 2009 | 11 maggio 2009            |
| 7  | The Life and Death of Jeremy Bentham | Vita e morte di Jeremy Bentham | 25 febbraio 2009 | 18 maggio 2009            |
| 8  | LaFleur                              | LaFleur                        | 4 marzo 2009     | 18 maggio 2009            |
| 9  | Namaste                              | Namaste                        | 18 marzo 2009    | 25 maggio 2009            |
| 10 | He's Our You                         | Lui è il nostro "te"           | 25 marzo 2009    | 1º giugno 2009            |
| 11 | Whatever Happened, Happened          | Quel che è stato è stato       | 1º aprile 2009   | 8 giugno 2009             |
| 12 | Dead Is Dead                         | Ciò che è morto è morto        | 8 aprile 2009    | 15 giugno 2009            |
| 13 | Some Like It Hoth                    | Il padre che non c'era         | 15 aprile 2009   | 22 giugno 2009            |
| 14 | The Variable                         | Costanti e variabili           | 29 aprile 2009   | 29 giugno 2009            |
| 15 | Follow the Leader                    | Il nuovo leader                | 6 maggio 2009    | 6 luglio 2009             |
| 16 | The Incident                         | L'incidente                    | 13 maggio 2009   | 13 luglio 2009 (1ª parte) |
| 16 | The Incident                         | L'incidente                    | 13 maggio 2009   | 20 luglio 2009 (2ª parte) |

## L'assenza e il vuoto
- Titolo originale: Because You Left
- Diretto da: Stephen Williams
- Scritto da: Damon Lindelof e Carlton Cuse
- Episodio dedicato a: Tutti i personaggi

### Trama
Negli anni settanta, Pierre Chang sta girando un nuovo video d'orientamento per il Progetto DHARMA, quando viene interrotto per problemi alla stazione Orchidea. Arrivato alla stazione, ancora in costruzione, verifica che ci sono serie difficoltà a procedere con gli scavi: gli operai hanno incontrato un'area sotterranea difficile da penetrare, una scansione della quale rivela uno strano oggetto a forma di timone, quello che verrà usato da Ben per spostare l'isola.

Chang spiega all'incredulo capo degli operai che sull'isola è presente una forma di energia praticamente illimitata che permetterà loro di manipolare il tempo e che non devono continuare a scavare per evitare di liberare questa energia. Alla domanda dell'uomo su cosa succederebbe in caso contrario il dottore risponde "Che Dio ci aiuti tutti".

Tornando indietro Chang urta un operaio: Daniel Faraday.
Dopo lo spostamento, l'isola si è "sganciata" dal continuum temporale e salta continuamente da un'epoca all'altra. I primi effetti visibili fra i sopravvissuti sono la sparizione del campo e di tutte le loro cose. Daniel, tornato alla spiaggia con il gommone, chiede di essere portato in un luogo dove ci sia qualcosa di costruito dall'uomo: Juliet suggerisce il Cigno, a poca distanza dalla spiaggia. Quando il gruppo arriva, il Cigno è ancora ridotto a un cratere, ma in seguito ad un nuovo salto temporale ritorna al suo stato originale. Sawyer vorrebbe entrare e fare scorte di provviste, ma viene bloccato da Daniel, che dice che se non l'ha potuto fare in precedenza, non potrà farlo neanche ora: si può andare avanti e indietro nel tempo, ma non percorrere nuove strade. Il gruppo torna così alla spiaggia, ma Daniel rimane indietro e bussa alla porta della stazione: ne esce Desmond, ancora nella stazione, e Daniel gli dice che, in futuro, dovrà tornare a Oxford e contattare sua madre, se vuole salvare tutti quelli che ha lasciato.
In un altro punto dell'isola, intanto, Locke è testimone della caduta dell'aereo del fratello di Eko e nel tentativo di raggiungerlo viene colpito da una fucilata. Si tratta di Ethan, che non dà segno di riconoscerlo. In seguito ad un altro salto nel tempo, Locke incontra Richard, che gli spiega che la prossima volta non lo riconoscerà e a tale scopo gli dà una bussola. Quindi gli dice che se vuole salvare l'isola dovrà portare indietro tutti quelli che l'hanno lasciata e che, per farlo, dovrà morire.
Nel presente, Jack e Ben sono ancora all'impresa funebre e stanno per portare via il corpo di John. Il loro piano è di contattare gli altri Sei della Oceanic per convincerli a tornare all'isola. Quando però vedono Hurley in televisione, accusato di omicidio, capiscono che non sarà una cosa semplice.
Hurley, infatti, dopo essere scappato con Sayid dall'ospedale psichiatrico, viene portato dall'ex-guardia repubblicana in quella che dovrebbe essere una casa sicura, ma proprio lì subiscono un attentato da parte di due sconosciuti. Sayid riesce ad ucciderli, ma viene colpito da un dardo che lo fa cadere in un sonno profondo. Hurley riesce a portare via l'amico dall'appartamento.
Kate sta facendo colazione con il piccolo Aaron, ma viene interrotta da due avvocati che esibiscono una formale richiesta per prelevare un campione di sangue da Kate e dal figlio, per accertare il legame di parentela tra i due. Kate li caccia via e poco dopo fa le valigie e scappa con Aaron.
A Heathrow, Sun sta per affrontare un viaggio fino a Los Angeles, ma viene bloccata da Charles Widmore, che le chiede quali sarebbero gli interessi in comune di cui gli aveva parlato in precedenza. Sun risponde semplicemente: "Uccidere Benjamin Linus".
Desmond si sveglia all'improvviso, su una barca insieme a Penny. Ha ricordato quello che gli ha detto Daniel e decide di partire subito per Oxford.

## La grande menzogna
- Titolo originale: The Lie
- Diretto da: Jack Bender
- Scritto da: Edward Kitsis e Adam Horowitz
- Episodio dedicato a: Hurley

### Trama
In un flashback vediamo i Sei della Oceanic sulla barca di Penelope Widmore: discutono della condotta da tenere una volta arrivati sulla terraferma. In questo frangente quasi tutti concordano con Jack: è necessario mentire. A Frank Lapidus non importa, qualunque sia la decisione presa lui si adeguerà, mentre Hurley è convinto che non si debba mentire, ma è costretto ad adeguarsi. Avverte però Sayid, che non ha voluto sostenere la proposta di dire la verità: quando sarà lui ad avere bisogno di aiuto da lui non lo avrà.
Nel presente Hurley sta guidando un'auto, accanto a lui c'è proprio Sayid, privo di sensi, data l'andatura barcollante vengono fermati da un'auto della polizia: è Ana Lucia. Questa gli rimprovera che se lei fosse stata reale lui sarebbe in guai seri e gli consiglia di trovarsi nuovi vestiti, essendo i suoi sporchi di sangue, e di portare Sayid da qualcuno di fiducia. Quando Hurley si guarda attorno non c'è né Ana Lucia né alcuna macchina della polizia. Quindi Hurley si ferma a comprare una nuova maglietta e la commessa lo riconosce come il vincitore della lotteria, ma lui nega. La televisione alle spalle della ragazza mostra Hurley con la scritta "Sospetto di triplice omicidio".
Kate si trova a Los Angeles con Aaron ed è incerta se chiamare o meno Jack quando riceve una chiamata da Sun che chiede di incontrarla; al loro incontro Kate rivela all'amica che dei misteriosi avvocati sono andati a trovarla per indagare sul fatto che Aaron sia veramente suo figlio, ma Sun la avverte: il loro intento è quello di prendere Aaron, Kate dovrà quindi fare qualsiasi cosa per proteggerlo.
Ben e Jack si trovano in una stanza d'albergo. Ben recupera un oggetto misterioso da un condotto per l'aerazione.
L'uomo avverte Jack che ha gettato tutte le sue pillole e che deve fare la valigia con tutto ciò che vuole portarsi, perché sta per tornare sull'isola dalla quale non tornerà mai più. La partenza è a sei ore da quel momento, durante le quali Ben provvederà a portare al sicuro la bara di John. Successivamente Ben si reca in una macelleria dove parla con una donna, Jill, la quale è al corrente dei piani di Ben e gli assicura che proteggerà la bara.
Hurley porta Sayid a casa sua, e convince il padre a mentire alla polizia che lo sta cercando. Hurley ha un piano: deve portare l'iracheno da Jack perché lo curi. Il padre accetta e, una volta trovato Jack, gli chiede però di non tornare a cercare Hurley. Mentre Jack rianima Sayid, Hurley confessa alla madre la verità sulla sorte degli altri passeggeri del volo 815, la quale non capisce nulla del racconto confusionario del figlio ma gli crede. La sera Ben si reca da Hurley chiedendogli di andare con lui per non dovere più mentire, ma piuttosto che farlo Hurley corre in strada facendosi arrestare dai poliziotti che sorvegliavano la sua casa.
Sull'isola i sopravvissuti cercano invano di accendere un fuoco: Daniel cerca di scoprire a "quando" sono finiti e Miles va a caccia nella giungla. Calata la sera Charlotte rivela a Daniel che non ricorda più il cognome di sua madre da nubile; pare che l'uomo sappia cosa stia succedendo a Charlotte ma prima che possa rivelarlo vengono interrotti dall'arrivo di Miles che porta in spalla un cinghiale: la cena. I sopravvissuti non hanno però il tempo di rifocillarsi perché una pioggia di frecce incendiarie si abbatte su di loro, colpendone diversi a morte. Sawyer e Juliet si nascondono nella foresta ma vengono assaliti da alcuni uomini armati vestiti con divise verde militare e la targhetta con il nome. Uno di questi è pronto a far tagliare una mano a Juliet pur di sapere chi sono questi intrusi e cosa ci fanno sull'isola, tuttavia prima che ciò possa accadere interviene Locke che tramortisce gli uomini.
In un sotterraneo una donna incappucciata scrive complessi calcoli su una lavagna, tutto intorno a lei ricorda un bunker della DHARMA, ma non siamo sull'isola, infatti la donna risale una scala e si trova in una chiesa dove Ben la sta attendendo. Ben ha solo 70 ore per portare a termine il suo compito, alla richiesta di che cosa succederà se non riuscirà a fare tornare tutti la donna, Ms. Hawking, risponde: "Che Dio ci aiuti tutti".

## La bomba
- Titolo originale: Jughead
- Diretto da: Rod Holcomb
- Scritto da: Elizabeth Sarnoff e Paul Zbyszewski
- Episodio dedicato a: Desmond

### Trama
L'ultimo salto temporale ha portato l'isola nel 1954. Alcuni sopravvissuti, fra cui Miles Straume, Charlotte e Daniel, si dirigono verso il torrente presso cui dovrebbero riunirsi con il resto del gruppo. Improvvisamente subiscono un attacco da parte di sconosciuti, armati di archi e frecce. I tre vengono creduti parte dell'esercito degli Stati Uniti, tornato sull'isola per condurre esperimenti nucleari. Vengono perciò portati alla loro base, dove si scopre il loro capo: è Richard Alpert. Quando Richard chiede a Daniel se sono tornati sull'isola per "la bomba", Daniel risponde di sì e si offre di disinnescarla, essendosi accorto dalle bruciature da radiazioni sulle mani di un compagno di Richard che questa è danneggiata.
Nel frattempo Juliet, Sawyer e Locke sono ancora alle prese con i loro assalitori. Dopo aver scoperto che questi ultimi parlano latino, Juliet capisce che i due fanno parte degli Altri. La donna riesce a convincere uno di essi di non essere loro nemici, ma l'altro, Jones, spezza il collo al compagno e scappa verso il proprio campo, dove riesce ad avvisare Richard. Locke, Juliet e Sawyer riescono comunque a seguirlo ed a trovare il campo. Mentre Locke si dirige verso Richard per parlargli, Juliet e Sawyer si dirigono verso Daniel, che sta andando a disinnescare la bomba tenuto sotto tiro da Ellie, incaricata da Richard.
Daniel verifica che la bomba è crepata e consiglia perciò a Ellie di sotterrarla affinché non sia più un pericolo. Ellie sembra non credere alle parole del fisico ed è sul punto di sparargli quando interviene Sawyer, che disarma la ragazza. Nel frattempo Locke ha raggiunto il campo e, dopo aver riconosciuto in Jones un giovane Charles Widmore, riesce a parlare con Richard. Per l'uomo è difficile credere a ciò che gli dice John: sarebbe il loro leader, verrebbe dal futuro e vorrebbe sapere come lasciare l'isola. Gli dice anche di andare ad assistere alla sua nascita due anni dopo (come avviene in Ricerca febbrile). Prima di poter ottenere qualsiasi informazione, però, l'isola ha un altro salto temporale: Charlotte comincia a perdere sangue dal naso e crolla a terra svenuta, fra le urla di Daniel.
Nel presente, Desmond e Penny si dirigono verso la Gran Bretagna a bordo della loro barca con il piccolo Charlie, nato tre anni prima. Desmond ha deciso di cercare la madre di Daniel a Oxford, promettendo a Penny di stare attento. All'università non trova alcuna traccia né di Daniel, né dei suoi studi, ma riesce ad ottenere da un custode un'informazione a proposito di una ragazza a lui vicina. La ragazza, Theresa, è in coma dopo essersi sottoposta agli stessi esperimenti a cui Daniel aveva sottoposto Eloise. La sorella di Theresa informa Desmond che è solo grazie al finanziatore delle ricerche di Daniel, Charles Widmore, se riesce a badare all'invalida. Ottenuta questa informazione, Desmond si reca da Charles: se ha finanziato Daniel per dieci anni, saprà qualcosa anche della sua famiglia e di sua madre. Charles gli dà con riluttanza un indirizzo della donna (che si trova a Los Angeles), ma lo prega di consegnare il messaggio e di tornare nel posto in cui si è nascosto per tre anni, poiché la storia in cui si è cacciato è pericolosa. Una volta tornato alla barca, Desmond sembra accogliere il consiglio, ma ben presto Penny capisce che non riuscirà mai a togliersi la cosa dalla testa e decide di accompagnarlo a Los Angeles.

## Il piccolo principe
- Titolo originale: The Little Prince
- Diretto da: Stephen Williams
- Scritto da: Brian K. Vaughan e Melinda Hsu Taylor
- Episodio dedicato a: Kate

### Trama
Sull'isola, Daniel riesce a risvegliare Charlotte e Locke suggerisce di tornare all'Orchidea, poiché è da lì che "tutto è iniziato". Sulla via della spiaggia, dove prendere il gommone e per circumnavigare l'isola e raggiungere più velocemente la stazione, John è testimone della luce proveniente dalla botola la notte della morte di Boone, mentre Sawyer assiste alla nascita di Aaron, con Kate ad assistere Claire: l'isola si è quindi spostata al novembre 2004, durante il loro primo mese di permanenza sull'isola. Dopo un altro "salto", il gruppo raggiunge la spiaggia: il campo è tornato ad esistere, ma è abbandonato e ormai in disuso; l'isola si è spostata in un futuro imprecisato. Anche il gommone è sparito, ma in compenso sono apparse due canoe, delle quali una viene usata dal gruppo per dirigersi verso l'Orchidea (all'interno delle due canoe viene ritrovata una bottiglia d'acqua con l'etichetta di una compagnia aerea, la Ajira). In mare aperto, i naufraghi subiscono un attacco da parte degli ignoti possessori delle imbarcazioni, a bordo della canoa rimasta sulla spiaggia, ma vengono salvati da un altro salto temporale, che li porta nel mezzo di una tempesta. Giunti a riva, il gruppo trova i rottami di un'imbarcazione, con scritte in francese. Juliet, così come Miles, comincia a perdere sangue dal naso.
La mattina dopo, in un altro punto dell'isola, sbarca una zattera. Si tratta della spedizione scientifica di Danielle (siamo quindi nel 1988), che nel viaggio verso l'isola ha raccolto un naufrago in balia delle onde: si tratta di Jin, sopravvissuto all'esplosione del Kahana.
Nel presente, a Los Angeles, Kate affronta Norton, l'avvocato che vorrebbe un campione di sangue da lei e Aaron: l'avvocato rifiuta la richiesta della donna di poter incontrare il suo cliente e la informa che perderà il bambino.
In ospedale, Jack sta ancora assistendo Sayid. Quando il chirurgo viene convocato da una rappresentante dell'ospedale che lo rimprovera per un uso improprio delle strutture ospedaliere (Jack era stato sospeso per abuso di medicinali), l'iracheno viene nuovamente attaccato, ma l'assalitore ha la peggio. Al suo ritorno, Jack è accompagnato da Ben. Trovato un biglietto con l'indirizzo di Kate in una tasca dell'assalitore, Jack le telefona e si precipita da lei. Nel frattempo, Ben e Sayid si dirigono verso il porto di Los Angeles, ma prima Ben incontra il suo avvocato: Norton, che gli assicura che Hurley sarà fuori di prigione al più presto.
Jack incontra Kate, insieme seguono Norton e lo vedono parlare con Carole Littleton, la madre di Claire, e credono che sia lei il cliente dell'avvocato; in realtà, come scopre Jack, la donna è a Los Angeles per tutt'altro motivo. I due si dirigono verso il porto e Kate, una volta visto Ben, capisce come sono andate in realtà le cose: è Ben che ha cercato di influenzarla con la storia del prelievo di sangue.
In lontananza, da una macchina, Sun (a cui Kate ha affidato Aaron) osserva il gruppo, quindi impugna una pistola ed esce dalla vettura.

## Questo posto è la morte
- Titolo originale: This Place Is Death
- Diretto da: Paul Edwards
- Scritto da: Edward Kitsis e Adam Horowitz
- Episodio dedicato a: Jin e Sun

### Trama
Sull'isola, Jin è disorientato dal suo incontro con Danielle. Dice così di voler tornare al campo, sperando di trovarvi Sun ma il gruppo riesce a convincerlo a portarli prima alla torre radio da cui viene trasmesso il messaggio che hanno seguito, portandoli all'isola. Sulla strada verso la torre, uno dei componenti della spedizione, Nadine, scompare per poi ricomparire poco dopo, morta. Poco dopo fa la sua apparizione il mostro di fumo, che cattura un altro del gruppo, Montand, trascinandolo in una grotta sotto le rovine di quello che sembra essere un antico tempio, lasciando dietro di sé solo un braccio. Il resto del gruppo, sentendosi chiamare dall'uomo, decide di andare ad aiutarlo, ma Jin impedisce a Danielle di scendere con loro. Subito dopo, l'isola compie un altro salto nel tempo.
Jin si ritrova da solo, e nota subito che il braccio di Montand è stato corroso dal tempo. Raggiunta la spiaggia trova i corpi di altri due membri della spedizione e poco più in là gli ultimi due rimasti: Danielle e il suo fidanzato, Robert, che viene ucciso da quest'ultima. Jin viene riconosciuto da Danielle, che gli spara. Fuggendo nella giungla, subisce un altro salto temporale. È così che si riunisce con Sawyer, Juliet, Locke, Daniel, Charlotte e Miles.
Le condizioni di Charlotte peggiorano: l'isola comincia a sperimentare salti molto ravvicinati e lei ne soffre particolarmente. Dopo essersi accasciata a terra comincia a parlare stranamente, quasi fosse ancora una bambina. Quindi, in coreano, dice a Jin di non lasciare tornare Sun sull'isola. Locke insiste per andare all'Orchidea, cosicché con lei resta solo Daniel. A lui la ragazza confida di essere cresciuta sull'isola e di aver sempre cercato di tornarvi. Ricorda anche di un uomo che le diceva di andarsene e di non tornare più, e che quest'uomo era proprio Daniel. Poco dopo, la ragazza muore.
Giunti all'Orchidea, il gruppo di Locke subisce un altro salto nel tempo: al posto della stazione ora c'è solo un pozzo (già nominato da Charlotte nel suo stato di trance). John decide di calarsi, dopo aver promesso a Jin di non far tornare indietro Sun, ricevendo la sua fede come prova della sua morte. Nel corso della discesa, l'isola "salta" nuovamente: John cade in una grotta sottostante, mentre in superficie il pozzo scompare. All'interno della grotta, John incontra Christian, che gli dice che doveva essere lui a spostare l'isola e non Ben, ma che è ancora in tempo per rimediare. Dovrà sbloccare la ruota che già Ben aveva ruotato per lasciare l'isola, quindi portare tutti coloro che se ne sono andati a Los Angeles, da una donna di nome Eloise Hawking. A fatica, Locke riesce a fare ciò che gli viene chiesto e lascia l'isola.
Nel presente, Sun minaccia di uccidere Ben per vendicarsi della presunta morte di Jin. L'ex capo degli Altri le dice però che Jin è ancora vivo e che può dimostrarlo. È sufficiente che lo accompagni da una persona a poca distanza da loro, che sarà anche la persona che li aiuterà a tornare sull'isola. A queste parole, Kate se ne va, seguita poco dopo da Sayid. Sun accetta di andare con Ben e Jack. Il gruppo si ferma presso una chiesa e Ben consegna a Sun la prova che Jin è ancora vivo: la fede che Locke gli ha dato dopo essere tornato dall'isola. Al gruppo si unisce anche Desmond, arrivato a cercare la madre di Daniel. Si tratta in realtà della stessa persona cercata da Ben e ancora prima da Locke: Eloise Hawking, che li aspetta all'interno della chiesa, ansiosa di "iniziare".

## 316
- Titolo originale: 316
- Diretto da: Stephen Williams
- Scritto da: Damon Lindelof e Carlton Cuse
- Episodio dedicato a: Jack

### Trama
La puntata inizia esattamente come il primissimo episodio: Jack si risveglia di soprassalto tra le canne di bambù con in mano un foglietto strappato sul quale appaiono scritte le parole "I wish..." ("Vorrei..."). All'improvviso sente gridare aiuto e si mette a correre verso la voce che, ora, chiama il suo nome. Arrivato in prossimità di una cascata, vede Hurley che cerca di tenersi a galla, aggrappato alla custodia di una chitarra. Si tuffa e lo aiuta a risalire in superficie; voltandosi vede il corpo di Kate poco distante. Corre a prestarle soccorso e lei, risvegliandosi, gli chiede se è proprio vero che sono tornati.
La scena si sposta a 46 ore prima: Jack, Sun, Ben e Desmond sono nella chiesa in cui li ha accolti Eloise Hawking. Proprio lei li porta in una grande stanza attigua alla quale si accede tramite una tipica botola DHARMA, al centro della quale si muove un enorme pendolo su una carta geografica: è il Lampione, la prima stazione DHARMA mai costruita. Eloise porge a Jack un quaderno ed inizia a spiegare loro che la stazione stessa si trova sopra una sacca di energia elettromagnetica particolare, e che esistono molti posti del genere, tra di loro interconnessi, ma che agli scienziati che lavoravano al Progetto DHARMA interessava trovarne solo uno: l'isola. Questa, però, è difficile da localizzare poiché si muove continuamente nel tempo e nello spazio, ma, attraverso calcoli molto complessi, uno scienziato era riuscito a mettere a punto un sistema grazie al quale poteva calcolare la sua posizione nel tempo. Per raggiungere l'isola sarebbe stato necessario passare attraverso delle "finestre" spazio-temporali. Se Jack e gli altri volessero tornare, dovrebbero utilizzare una di queste, salendo sul volo della Ajira Airways 316 Los Angeles-Guam. Desmond chiede agli altri, incredulo, se vogliono davvero tornare sull'isola e comunica ad Eloise il messaggio ricevuto da Daniel che la pregava di aiutarlo. Eloise lo rassicura di stare facendo tutto il possibile, Desmond se ne va, dicendo che ogni suo rapporto con loro e con l'isola è definitivamente chiuso. Eloise prende da parte Jack, gli consegna la lettera che gli ha scritto Locke prima di morire, e gli rivela che per tornare sull'isola si dovrà ricreare, proprio per Jack, la situazione originaria del primo incidente aereo: dovrà quindi occuparsi lui del corpo di Locke, come aveva fatto per quello di suo padre, dandogli anche un oggetto appartenuto a quest'ultimo, in quanto proprio Locke sarà il "tramite" e il "sostituto" per il ritorno.
Il gruppo si separa e ognuno si prepara alla prossima partenza. Tornato a casa Jack trova Kate in camera da letto, che gli dice che lo seguirà ancora una volta ma che non porterà Aaron con sé. Il mattino successivo Jack va a recuperare il corpo di Locke, e gli infila le scarpe di suo padre. Da lì andrà all'aeroporto e si imbarcherà sul volo 316. Sull'aereo si ritrovano tutti: Ben, Kate, Sun, Hurley e Sayid (che è ammanettato e in compagnia di una poliziotta, Ilana). Sull'aereo scopriranno che il pilota è Lapidus, che pare non sapere nulla ma che capisce subito che non arriveranno mai a Guam. Jack parla con Ben riguardo alla lettera di Locke, che ancora non ha letto, e gli rivela di essere spaventato da quello che potrà leggervi sopra. Ben lo rassicura e lo lascia solo. Jack apre finalmente la lettera, e legge: "Jack, I wish you had believed in me. JL" ("Jack, vorrei che avessi creduto in me"). All'improvviso l'aereo comincia ad avere alcuni problemi, compare un lampo accecante e ci si ritrova alla scena iniziale. L'episodio si conclude con Jack, Kate e Hurley sull'isola che vedono sopraggiungere il pulmino azzurro della Dharma Initiative, dal quale scende, puntando loro addosso un fucile, Jin.

## Vita e morte di Jeremy Bentham
- Titolo originale: The Life and The Dead of Jeremy Bentham
- Diretto da: Jack Bender
- Scritto da: Carlton Cuse e Damon Lindelof
- Episodio dedicato a: Locke

### Trama
2007: dopo aver girato la ruota, John si ritrova nel deserto tunisino, nello stesso luogo dove già era arrivato Ben tre anni prima. Il posto è ora costantemente controllato da Charles Widmore, che lo recupera e gli cura la gamba rotta durante la caduta nel pozzo. Quando John si è rimesso in sesto, Charles gli spiega che i Sei della Oceanic sono ormai tornati alle loro vite e che lui farà di tutto per aiutarlo a farli tornare sull'isola, da cui lui dice di essere stato esiliato anni prima da Ben. Gli fornisce così fondi per le ricerche e un aiutante, Matthew Abaddon, lo stesso che lo aveva convinto a fare il viaggio in Australia dopo l'incidente che lo aveva paralizzato.
La prima tappa del viaggio di John e Matthew è Santo Domingo, dove Sayid sta lavorando per un'associazione benefica: l'iracheno si rifiuta categoricamente di tornare sull'isola. John, dopo aver rintracciato Walt (e spiato da Ben) cui non pone nemmeno la questione perché “ne ha già passate tante”, avrà la stessa risposta da un impaurito Hurley al manicomio di Santa Rosa e da Kate a Los Angeles. In seguito a questi fallimenti, John chiede a Matthew di portarlo da Helen, la sua vecchia fidanzata: la donna però è morta e John non può fare altro che visitare la sua tomba in un cimitero di Santa Monica. Lasciando il cimitero i due vengono coinvolti in un agguato e Matthew viene ucciso. John cerca disperatamente di fuggire in auto, ma la gamba è ancora troppo debole per permettergli di guidare e viene coinvolto in un incidente. Si risveglia in ospedale, dove è Jack a vegliarlo. Anche lui rifiuta di tornare sull'isola e chiede a John di lasciare tutti in pace, visto che per lui non sono mai stati importanti.
Deluso, John torna in albergo e tenta il suicidio. All'improvviso, Ben entra nella stanza e implora John di non farlo: Charles lo sta usando per i suoi scopi personali. Ammette di essere stato lui ad uccidere Matthew, ma solo perché questo avrebbe tentato di uccidere John da un momento all'altro. John risponde di essere ormai inutile, non essendo riuscito a convincere nessuno. Ben gli dice che si sbaglia: Jack ha comprato un biglietto per Sydney, nel tentativo di tornare sull'isola, e può ancora convincere Sun. John si rifiuta, ricordando la promessa fatta a Jin, ma sa ora cosa dovrà fare: andare da Eloise Hawking, come gli ha detto Christian. A sentire il nome di Eloise, Ben ha uno scatto improvviso: recupera la corda che John stava usando per impiccarsi e lo strangola, uccidendolo. Dopo avere inscenato il suicidio di John, Ben prende l'anello di Jin e se ne va.
Tornando agli avvenimenti dell'episodio precedente, si viene a sapere il destino del volo Ajira 316: Frank è riuscito ad atterrare sull'isola più piccola, sede dell'Idra. Ilana, la guardia di Sayid sull'aereo, va a cercare un altro passeggero del volo, Caesar, l'uomo seduto di fianco a Hurley, in un ufficio della stazione, riferendogli che è stato ritrovato un uomo in acqua che nessuno ricorda di aver visto sull'aereo. Arrivati alla spiaggia fra altri sopravvissuti, l'identità dell'uomo viene rivelata: è John, apparentemente tornato in vita. In cerca di informazioni su come sia arrivato lì durante la sua "morte", si rivolge a Caesar. L'uomo gli dice di essere stato testimone della scomparsa di alcuni passeggeri (Jack, Kate, Hurley, Sayid e Sun), mentre tutti gli altri sono rimasti dov'erano e sono tutti sopravvissuti. I feriti sono stati trasportati all'interno della stazione. John chiede di poterli vedere e fra loro trova Ben. L'episodio si chiude con John che esclama "l'uomo che mi ha ucciso".

## LaFleur
- Titolo originale: LaFleur
- Diretto da: Mark Goldman
- Scritto da: Elizabeth Sarnoff e Kyle Pennington
- Episodio dedicato a: Sawyer

### Trama
Sawyer, Juliet, Jin e Miles, dopo la caduta di Locke nel pozzo ora inagibile, scoprono di essere in un periodo molto più antico rispetto a qualunque aspettativa: un'enorme statua è comparsa in lontananza. Dopo che Locke sposta l'isola, subiscono un nuovo salto, "diverso" da tutti gli altri, e poco dopo si accorgono di non aver più mal di testa né perdite di sangue dal naso.
Si addentrano poi nella giungla, allo scopo di raggiungere il campo sulla spiaggia, e durante il tragitto incontrano Daniel, sconvolto per la perdita di Charlotte, che sembra improvvisamente sparita durante i viaggi nel tempo. Il fisico conferma i timori degli altri: in qualunque periodo si trovino (si scoprirà essere il 1974), dovranno rimanervi per sempre.
Il gruppo, diretto alla spiaggia, sente uno sparo in lontananza: si tratta di due Nemici che attaccano Amy, una scienziata del Progetto DHARMA, dopo averne ucciso il marito, Paul.

Sawyer con l'aiuto di Juliet uccide i due e aiuta Amy a seppellirne i corpi. Nel ritorno, vengono tratti in inganno dalla donna che li conduce al loro accampamento. Qui, Horace Goodspeed tenta di scoprire da dove vengono i nuovi arrivati e si rivolge direttamente a Sawyer, che dichiara di chiamarsi Jim LaFleur e di essere il capitano di una nave che cerca un antico relitto: la Roccia Nera. A causa di una tempesta, racconta, si sono ritrovati sulla spiaggia e vagavano per la foresta in cerca dei membri dell'equipaggio ancora dispersi. Daniel, intanto, nota una bambina coi capelli rossi: è Charlotte. Horace informa il gruppo che dovranno lasciare l'isola con il prossimo sottomarino.
L'allarme suona e tutti corrono al riparo, al campo arriva Richard Alpert, capo degli Ostili. Alpert cerca informazioni sull'uccisione di due dei suoi uomini. Sawyer confessa di essere lui il colpevole ma che si è trattato di legittima difesa. Sawyer gli racconta di sapere della bomba He dell'uomo pelato che diceva di essere il loro leader (Locke).

Alpert, compreso che Sawyer non appartiene al progetto DHARMA, accetta un compromesso perché non venga violata la tregua (vuole la salma del defunto Paul ed Amy è costretta a cedere seppur a malincuore), questo porta Horace a concedere agli ospiti due settimane per cercare i membri dispersi dell'equipaggio.
Tre anni dopo, i sopravvissuti si sono uniti al Progetto DHARMA: Sawyer è il capo della sicurezza della DHARMA e continua a far cercare Locke da Jin.
Amy è incinta del figlio di Horace con il quale si è risposata, ma ha le doglie prematuramente. Sawyer convince Juliet, che durante la permanenza ha nascosto il suo passato da medico ginecologo diventando un meccanico, a far partorire la donna. Tutto procede normalmente: i parti sull'isola ora sembra avvengano senza problemi. Si scopre inoltre che nel corso dei tre anni Juliet e Sawyer hanno cominciato una relazione.
La mattina successiva, Jin chiama Sawyer avvisandolo dell'arrivo di Jack, Hurley e Kate. L'episodio si conclude con l'incontro di sguardi di James e Kate.

## Namaste
- Titolo originale: Namaste
- Diretto da: Jack Bender
- Scritto da: Paul Zbyszewski e Brian K. Vaughan
- Episodio dedicato a: Tutti i personaggi

### Trama
Jack, Hurley e Kate salutano con calore Sawyer, che li informa dello sfasamento temporale e della loro permanenza con il Progetto DHARMA. Quando Jin viene a sapere che a bordo dell'aereo c'era anche Sun, corre alla Fiamma per chiedere a Radzinsky, il responsabile, se ha notizie di un aereo atterrato sull'isola, ma la risposta è negativa. In compenso, viene segnalata la presenza di un "Ostile" all'interno del perimetro del Progetto: Jin spera che sia Sun, ma si rivela essere in realtà Sayid. Jin è costretto, davanti a Radzinsky, a tenerlo sotto tiro e prenderlo come prigioniero. Sarà solo l'intervento di James a salvare Sayid da Radzinsky: suggerisce infatti di interrogarlo e portarlo come prigioniero alla Base.

In precedenza, James ha parlato con Juliet, che gli consiglia di infiltrare Jack, Kate e Hurley come nuove reclute del progetto, arrivate con il sottomarino che dovrà attraccare all'isola in giornata. I tre riescono ad infiltrarsi senza troppi problemi: Jack sarà un operaio, Kate un meccanico, Hurley un cuoco. Finito il reclutamento e nel bel mezzo della festa di benvenuto, arriva Sawyer con Sayid, prigioniero. Più tardi viene portato un panino all'iracheno da parte di un ragazzo: Ben.

Di sera, Jack fa visita a James e Juliet, e chiede all'uomo quali siano ora i suoi piani. Sawyer dice al medico che ci sta pensando, a differenza di lui che è sempre andato d'istinto e che, così facendo, ha provocato la morte di molte persone.
Nel 2007, viene rivissuto lo schianto del volo Ajira 316: Frank è riuscito ad atterrare sulla pista creata dagli Altri, riuscendo a salvare gran parte dei passeggeri. Sun non è tornata nel passato, come gli altri Sei della Oceanic. Vedendo Ben allontanarsi dal gruppo, Sun scopre che si sta dirigendo verso delle canoe lasciate dagli Altri su una spiaggia vicina, con cui intende tornare sull'isola principale. Poco dopo l'arrivo di Frank, che l'ha seguita, Sun stordisce l'ex capo degli Altri con un remo e, accompagnata dal pilota, arriva all'isola principale sperando di trovare tracce di Jin: il campo base del progetto DHARMA è distrutto, come era stato abbandonato tre anni prima. Una sola presenza si aggira per il campo: si tratta di Christian, che mostra a Frank e Sun una vecchia foto del 1977, dove sono ritratti tutti i loro compagni, ed informa la donna che li aspetta un altro "lungo viaggio".

## Lui è il nostro "te"
- Titolo originale: He's Our You
- Diretto da: Greg Yaitanes
- Scritto da: Edward Kitsis e Adam Horowitz
- Episodio dedicato a: Sayid

### Trama
La puntata inizia con un flashback nel quale si vede come già da bambino, nella sua casa natale di Tikrit in Iraq, Sayid avesse un'innata propensione nell'uccidere: è lui, infatti, che si fa carico di togliere la vita ad una gallina per aiutare il fratello, chiamato a quella prova dal padre per dare una dimostrazione di essere diventato un uomo. In un flashback successivo, in un appartamento di Mosca, si vede Sayid uccidere Andropov, ultimo elemento della lista di Ben, il quale poco dopo, nel silenzio della gelida notte, freddamente gli dice di non aver più bisogno di lui e lo esorta ad iniziare a vivere la propria vita. Deluso, Sayid si reca a Santo Domingo, dove lavora in un cantiere per un'associazione benefica. Qui verrà nuovamente spinto da Ben ad uccidere l'uomo che minaccia Hurley fuori dal manicomio, dando perciò luogo alla catena di eventi all'inizio della stagione. In seguito, dopo avere incontrato nuovamente Ben, Jack, Kate e Sun al molo (in Questo posto è la morte), se ne va, per essere poi adescato da Ilana, la quale si rivela essere una cacciatrice di taglie assoldata dalla famiglia di Peter Avellino, l'uomo che lui stesso aveva ucciso per conto di Ben su un campo da golf alle Seychelles circa un anno prima. Con Ilana salirà sul volo Ajira 316 e tornerà sull'isola.
Nel 1977, sull'isola, Sayid è stato incarcerato dal Progetto DHARMA. Rinchiuso nella sua cella incontra Ben, all'epoca dodicenne, il quale con la scusa di consegnargli i pasti approfitta per trovarsi a tu per tu con l'uomo, facendogli domande su lui e gli "Altri". Il ragazzo, infatti, che in precedenza aveva incontrato Richard nella giungla confessandogli il desiderio di unirsi a lui ed alla sua gente, lo crede uno degli "Altri" mandato dallo stesso Richard per lui. Intanto Sawyer tenta in tutti i modi di salvare Sayid, prima che questo venga condotto, per essere interrogato, da un certo Oldham, che Sawyer definisce uno "psicopatico". Intanto Kate scopre della relazione tra Sawyer e Juliet (per bocca di Hurley, che rivela la verità sulla coppia senza volerlo). Successivamente Kate viene messa a lavorare con Juliet nell'officina: le due si parlano e Kate le dichiara di non essere più interessata a Sawyer.
Nella cella, Sayid incontra il padre di Ben, Roger, addetto alla pulizia, il quale scoprendo le visite del figlio all'iracheno sfoga sul ragazzo tutta la sua rabbia. In seguito, nonostante gli sforzi di James, Sayid viene portato da Oldham il cui compito è ottenere la verità da Sayid per mezzo di una droga. Nessuno del Progetto Dharma, però, gli crede dopo aver sentito che viene dal futuro e nonostante le sue dettagliate conoscenze circa le diverse stazioni. Dopo una riunione delle personalità più importanti della Base, si decide così di ucciderlo. Sawyer tenta di convincere nuovamente Sayid a scappare ma questo, dopo aver riflettuto sul suo passato, non vuole andarsene, dicendo di avere finalmente capito lo scopo del suo ritorno sull'isola. Fattasi sera, mentre Sawyer sta parlando per la prima volta dal suo arrivo con Kate, misteriosamente uno dei furgoni Volkswagen, completamente avvolto dalle fiamme, viene fatto schiantare contro una delle abitazioni del campo. Mentre tutti sono concentrati nello spegnere l'incendio e approfittando dell'assenza dei suoi carcerieri, Ben libera Sayid, e i due fuggono insieme. Una volta nella giungla, vengono trovati da Jin. Sayid mente, dicendogli che la sua fuga era stata architettata da Sawyer, ma proprio mentre il coreano cerca di mettersi in contatto radio con quest'ultimo per chiederne conferma, viene tramortito da Sayid. Chino sul corpo di Jin, Sayid preleva l'arma di quest'ultimo e, ammettendo di essere un assassino come "Ben adulto" aveva affermato nel 2007, spara a "Ben dodicenne" colpendolo al petto.

## Quel che è stato è stato
- Titolo originale: Whatever Happened, Happened
- Diretto da: Bobby Roth
- Scritto da: Carlton Cuse e Damon Lindelof
- Episodio dedicato a: Kate

### Trama
In una serie di flashback, Kate si reca da Cassidy, la donna che ha avuto una relazione con James e da cui ha avuto una figlia, Clementine. Kate spiega alla donna tutto ciò che è successo realmente sull'isola e le offre dei soldi da parte di Sawyer, che vengono rifiutati. Cassidy sostiene infatti che James sia un codardo, e che si sia lanciato dall'elicottero solo per non prendersi le sue responsabilità con Kate, nell'eventualità di una relazione tra loro.   
Tre anni dopo, dopo l'incontro con Jack e Ben al molo, Kate perde di vista Aaron per pochi secondi in un supermercato per poi essere ritrovato da una donna molto somigliante a Claire. La ragazza torna ancora da Cassidy, dicendole che ha paura di perdere Aaron. Secondo Cassidy, era Aaron che serviva a Kate e non il contrario, per rimediare alla separazione da Sawyer. In seguito Kate decide di lasciare il bambino alle cure di Carole, la nonna, a cui dice di tornare sull'isola per cercare Claire.
Sull'isola, intanto, Jin si risveglia e riesce a riportare Ben gravemente ferito alla Base. La situazione è però disperata: Juliet non riesce a trovare l'origine dell'emorragia e dice a James che servirebbe l'intervento di un vero chirurgo per poter guarire il ragazzo. James prova così a chiedere a Jack che però si rifiuta di farlo. Kate, delusa dal comportamento del medico, se ne va e dona il suo sangue per darlo a Ben. La cosa serve però solo a stabilizzare la situazione, non a risolverla. Juliet suggerisce così di portare Ben da qualcuno che potrebbe aiutarlo: gli Altri. Le due caricano così Ben su un furgoncino e Kate parte verso la giungla, raggiunta poco dopo da James, arrivato ad aiutarla dopo aver parlato con Juliet. Questa, nel frattempo, si reca da Jack e gli dice che loro non avevano bisogno di essere salvati, come invece dice Jack, che ora non sa perché siano tornati sull'isola. Nella giungla, Kate e Sawyer incontrano gli Altri, con a capo Richard. Richard si dice disposto a curare il ragazzo, ma avverte i due che potrebbe uscirne profondamente cambiato: perderà la sua innocenza e diventerà per sempre "uno di loro", dimenticandosi di parte delle persone che aveva conosciuto. I due accettano e se ne vanno. Richard si allontana con in braccio Ben ed entra all'interno del Tempio.
Nel 2007, Ben si risveglia ed è sorpreso nel trovare ad attenderlo John, che gli dà il bentornato nel "mondo dei vivi".

## Ciò che è morto è morto
- Titolo originale: Dead Is Dead
- Diretto da: Stephen Williams
- Scritto da: Brian K. Vaughan e Elizabeth Sarnoff
- Episodio dedicato a: Ben

### Trama
Dopo essere stato portato nel Tempio, Ben guarisce dalla ferita, ma non ricorda nulla di come abbia fatto a procurarsela. Il capo degli Altri, Charles, gli dice che non potrà restare con loro, come lui chiede, ma ciò non vuol dire che non potrà essere uno di loro. Anni dopo, Ben riceve da Charles la missione di uccidere Danielle, accompagnato da Ethan, ma alla vista della piccola Alex rinuncia al suo compito, limitandosi a minacciare la donna di morte per lei e la piccola se mai proverà a seguirlo. Charles si arrabbia nel vedere Ben con la bambina, ma decide di lasciarla comunque con lui. Successivamente alla Purga (dopo il 1992), Alex è ormai cresciuta come figlia adottiva di Ben. Richard lo chiama al molo: Charles sta per essere esiliato dall'isola perché ha trasgredito le regole, in particolare ha avuto una figlia (Penny) con un'estranea, costringendolo ad abbandonare definitivamente l'isola. Prima di andarsene, Charles dice a Ben che arriverà un giorno in cui dovrà scegliere fra l'isola e sua figlia.
2007 (prima di tornare sull'isola): dopo aver lasciato il Lampione, Ben si dirige verso la barca di Penny e Desmond. Dopo aver sparato a Desmond, gettandolo a terra, si dirige verso Penny, minacciando di ucciderla per compiere la sua vendetta contro Charles, ma anche questa volta viene bloccato da un bambino: Charlie, il piccolo di Penny e Desmond. Nell'attimo di esitazione di Ben, Desmond lo prende alle spalle, picchiandolo a sangue e gettandolo in mare.
Nel presente, sull'isola dell'Idra, Ben dice a John di essere tornato per essere giudicato da quello che lui chiama "mostro" e gli spiega che ucciderlo era l'unico modo per farlo tornare sull'isola. John gli offre il suo aiuto per recarsi dal mostro. Prendendo una canoa, i due vengono bloccati da Caesar, che aveva già offerto in precedenza la sua protezione a Ben, che però spara all'uomo con la sua stessa pistola, da lui trafugata in precedenza. Arrivati sull'isola principale i due incontrano Sun e Frank, che stavano aspettando John, su suggerimento di Christian. Dopo lo stupore iniziale nel vederlo vivo, Sun decide di andare con loro, nella speranza di riunirsi a Jin, mentre Frank decide di tornare all'Idra per occuparsi dei sopravvissuti. Ben torna quindi nel passaggio segreto sotto la sua casa per evocare il mostro, che però tarda ad arrivare. John, che si era allontanato per un breve periodo, dice di sapere dove si trova e conduce Sun e Ben alla grotta sotto il Tempio in cui Montand è stato portato in Questo posto è la morte. Qui Ben incontra, da solo, il mostro, che lo circonda facendogli rivedere tutta la sequenza di azioni compiute che hanno condotto alla morte della figlia; quindi il mostro si dissolve e appare Alex. Questa gli dice che sa bene che sta pianificando di uccidere John un'altra volta, ma se solo dovesse provarci e non dovesse seguire d'ora in poi gli ordini di John, sarà "distrutto".
Tornato all'Idra, uno dei sopravvissuti avvisa Frank che Ilana e gli altri sono armati. Quando il pilota si reca da loro a chiedere spiegazioni, Ilana gli punta contro una pistola, chiedendogli "cosa giace all'ombra della statua". Non ottenendo risposta, lo colpisce e dice a un altro sopravvissuto, Bram, di legarlo, poiché "è il momento" e lui andrà con loro.

## Il padre che non c'era
- Titolo originale: Some Like It Hoth
- Diretto da: Jack Bender
- Scritto da: Melinda Hsu Taylor e Greggory Nations
- Episodio dedicato a: Miles

### Trama
In una serie di flashback, si scopre come Miles avesse i suoi poteri da sensitivo già da giovanissimo, scoprendo un cadavere in una casa e dicendo di conoscere cose che solo il defunto avrebbe potuto sapere, e di come in seguito abbia fatto di questa sua abilità una carriera vera e propria. Per tutta la vita ha però un dubbio che lo tormenta: il fatto di non aver conosciuto il proprio padre, di cui la madre dice che li ha abbandonati quando lui era ancora neonato. In realtà, Miles è figlio di Pierre Chang, lo scienziato del Progetto DHARMA, ed è proprio Miles il bambino presente all'inizio de L'assenza e il vuoto. Nel corso della sua attività, Miles viene contattato da Naomi che, effettuato un breve test per verificare le sue capacità, lo assolda per la missione sull'isola, con il compito di "interrogare" i defunti per arrivare più facilmente a Ben. Poco tempo dopo, Miles viene rapito da un gruppo di persone, fra cui Bram, il compagno di Ilana sull'Idra, che gli intima di riconsiderare la sua partenza per l'isola e di schierarsi "dalla parte giusta", offrendogli in cambio delle informazioni sul suo dono e suo padre. Miles fa la sua controproposta, esigendo per non andare sull'isola il doppio di quello offerto da Charles Widmore, ovvero 3.2 milioni di dollari. L'affare non si conclude e Miles viene scaricato dall'auto.
Nel 1977, sull'isola, Sawyer e Kate tornano dalla loro missione nella giungla e James chiede a Miles tramite walkie-talkie di poter cancellare i dati delle telecamere di sorveglianza, in modo che nessuno sappia del loro viaggio. Miles non riesce però nel suo intento, venendo disturbato da Horace che gli affida una missione importante, la quale consiste nel prendere un "pacco" da Radzinsky. Il pacco si rivela essere il corpo di uno degli operai impegnati nella costruzione del Cigno che, come Miles capisce grazie ai suoi poteri, è stato vittima di una sua otturazione dentale che gli ha trapassato il cervello a causa dell'elettromagnetismo della stazione. Il corpo deve quindi essere portato a Chang all'Orchidea. A Miles, che ha già ha scoperto l'identità del dottore, si affianca Hurley, incaricato di portare il pranzo agli addetti alla costruzione della stazione. Seguirà un ulteriore viaggio per portare Chang al sito del Cigno. Nel corso dei viaggi, Hurley ha l'occasione di osservare il rapporto tra Miles e Pierre e in seguito lo paragonerà a quello tra Dart Fener e Luke Skywalker in L'Impero colpisce ancora.
Nel frattempo, Roger, sconvolto ed infuriato per la sparizione del figlio, comincia a convincersi che le attenzioni di Kate verso il piccolo Ben possano nascondere una sua complicità nella sparizione, ma sembra che Jack riesca a convincerlo del contrario. La situazione peggiora ulteriormente quando Phil scopre la cassetta dimenticata da Miles: James lo stordisce e dice a Juliet di legarlo.
Intanto Miles, dopo che Hurley ha cercato di persuaderlo a legare con suo padre, si convince e va fuori la sua casa ad osservarlo dalla finestra. Lì si accorge che Chang sta proprio in quel momento tenendo in braccio e giocando con il piccolo Miles. Così, egli si convince di quanto il padre fosse stato affettuoso con lui. Improvvisamente arriva una chiamata, Chang risponde ed esce dalla propria casa, dove incontra proprio Miles. Così lo invita a seguirlo per accogliere i nuovi scienziati appena arrivati con il sottomarino. Una volta arrivati al porto, Miles vede uscire dal sottomarino Daniel Faraday, che lo saluta e gli dice che era molto tempo che non si vedevano.

## Costanti e variabili
- Titolo originale: The Variable
- Diretto da: Paul Edwards
- Scritto da: Edward Kitsis e Adam Horowitz
- Episodio dedicato a: Daniel

### Trama
Nei flashback vediamo come fin da bambino Daniel venga spinto dalla madre, Eloise, a dedicarsi unicamente alla ricerca scientifica e ad abbandonare tutte quelle che per lei sono "distrazioni", come suonare il pianoforte o la compagnia femminile subito dopo essersi laureato. Anni dopo, Daniel assiste al ritrovamento del volo Oceanic 815. Le sue condizioni sono peggiorate: i suoi esperimenti gli hanno causato gravi problemi alla memoria. Gli viene però offerta una via d'uscita da Charles (che in precedenza ha finanziato le sue ricerche) e cioè quella di imbarcarsi sul Kahana verso l'isola, che secondo Charles potrebbe essergli utile per le sue ricerche e per la sua salute. Daniel rifiuta l'offerta, temendo di non essere all'altezza, ma sarà convinto in seguito da Eloise.
Nel presente, Desmond viene portato all'ospedale da Penelope dopo il colpo sparatogli da Ben. In attesa che il marito esca dalla sala operatoria, Penny riceve una visita da Eloise che si scusa per i danni arrecati a Desmond per colpa di suo figlio. Poco dopo, Desmond si risveglia. Penelope va da lui, mentre Eloise esce dall'ospedale. Ad attenderla c'è Charles, che si scopre essere il padre di Daniel.
Sull'isola, Daniel si dirige subito a casa di Jack, chiedendogli come abbiano fatto a tornare. Sentite le spiegazioni, Daniel dice che la madre si è sbagliata e che non erano destinati a tornare. Quindi Daniel si dirige con Miles verso l'Orchidea, dove incontra il dottor Chang (come visto all'inizio di L'assenza e il vuoto), e cerca di convincerlo ad evacuare l'isola il prima possibile, poiché la fonte di energia situata sotto il Cigno causerà una catastrofe inimmaginabile nel giro di poche ore. Per convincerlo, arriva a rivelargli che viene dal futuro, ma lo scienziato non gli crede.
Nel frattempo Jack, recatosi da Sawyer e Juliet per dire loro del ritorno di Daniel, scopre che i due hanno imprigionato Phil. A quel punto, tutti i sopravvissuti presenti alla base si riuniscono per decidere il da farsi. Sawyer, Juliet, Jin, Miles e Hugo decidono di dirigersi verso la spiaggia per ricominciare da zero, mentre Jack e Kate scelgono di accompagnare Daniel in un estremo tentativo di salvezza: dovranno infatti incontrare Eloise, a quel tempo sull'isola e meglio conosciuta come Ellie. Il piano di Daniel, come Jack e Kate apprendono con sconforto, è di far esplodere la bomba per bloccare la fuoriuscita di energia, la successiva funzione del Cigno come "guardiano" della stessa e lo stesso schianto del volo 815. Le cose però precipitano: Daniel viene ucciso da un colpo di fucile della stessa Eloise (rendendosi così conto che sua madre sapeva che lui sarebbe morto sull'isola), mentre alla Base Sawyer e Juliet vengono scoperti da Radzinsky.

## Il nuovo leader
- Titolo originale: Follow The Leader
- Diretto da: Stephen Williams
- Scritto da: Paul Zbyszewski ed Elizabeth Sarnoff
- Episodio dedicato a: Richard

### Trama
Nel 1977, Kate e Jack hanno appena assistito impotenti alla morte di Daniel. Mentre decidono sul da farsi, vengono scoperti da Charles, che li porta nell'accampamento, dove fanno la conoscenza di Eloise e Richard. Eloise, insospettita dal diario di Daniel, chiede di poter parlare con i due in privato, venendo così a scoprire che vengono dal futuro e il piano di Daniel per far sì che nulla accada, compresa la sua morte. La donna accetta: la bomba che dovranno far esplodere è sepolta sotto la Base. Con i tre andranno anche Richard e uno degli Altri, Erik. Quando però Kate comincia a dubitare del piano di Daniel che Jack si ostina a voler seguire, viene minacciata di morte da Erik, ucciso a sua volta da due spari provenienti dalla boscaglia: l'autore è Sayid, che si unisce al gruppo dopo l'abbandono di Kate. I quattro rimasti raggiungono così Jughead, nascosta in un tunnel molto simile a quello già visto da Ben negli episodi precedenti.
Intanto, Miles, Hurley e Jin vengono scoperti durante la loro fuga verso la spiaggia dal dottor Chang, ora disposto a credere alle parole di Daniel sull'evacuazione dell'isola, tanto da riconoscere Miles come suo figlio. Tornando alla Base per ordinare l'evacuazione, Pierre si ritrova nel bel mezzo dell'interrogatorio a James e Juliet da parte di Radzinsky, Phil e Horace. Sentendo le richieste dello scienziato, James propone un patto a Radzinsky: se lascerà partire lui e Juliet con il sottomarino per Ann Arbor, gli rivelerà tutto ciò che vuole. Radzinsky si fa dire la posizione dei Nemici e lascia partire i due. Arrivati nel sottomarino, i due cominciano a programmare la loro vita lontano dall'isola, ma per Juliet c'è una spiacevole sorpresa: Kate è stata catturata durante il suo ritorno alla Base e fatta salire sul sottomarino, che poco dopo lascia l'isola.
Nel 2007, Locke, Ben e Sun sono arrivati all'attuale campo base degli Altri sulla spiaggia. Richard accoglie John con calore, e questi gli dice che hanno una commissione urgente da fare. Quando Sun viene a sapere da Ben della lunga permanenza di Richard sull'isola, chiede all'uomo se ha conosciuto Jack, Kate, Hugo e Jin nel 1977: Richard risponde di averli conosciuti e visti morire. Poco dopo, Sun viene lasciata al campo, mentre John, Richard e Ben si dirigono verso il Beechcraft: il compito di Richard è quello di curare e dare la sua bussola al John che sta subendo i viaggi temporali e che è appena stato colpito da Ethan (in L'assenza e il vuoto). Tornati al campo, John chiede di poter parlare a tutti: esprime il suo desiderio di vedere finalmente Jacob, insieme a tutti loro, convinto che l'uomo misterioso possa dar loro delle risposte e possa far tornare i sopravvissuti al presente. In realtà, come dice più tardi a Ben, lo scopo di John non è vedere Jacob, ma ucciderlo.

## L'incidente
- Titolo originale: The Incident
- Diretto da: Jack Bender
- Scritto da: Damon Lindelof e Carlton Cuse
- Episodio dedicato a: Jacob

### Trama

Jack prima di lanciare la bomba a idrogeno nel pozzo e cambiare il futuro, facendo sì che l'Oceanic 815 non si schianti mai nel 2004

Nel XIX secolo, un uomo vestito di bianco sta arrostendo un pesce su una brace nella spiaggia dell'isola, accanto alla statua, mentre attende l'arrivo di una nave che vede in lontananza. Poco dopo, si avvicina un suo compagno, vestito di nero e anch'esso sulla spiaggia per lo stesso motivo, che, dopo una breve discussione con il primo, dice di aver una gran voglia di ucciderlo e che un giorno troverà un modo per farlo, quindi se ne va, salutandolo: «È sempre un piacere parlare con te, Jacob». Il motivo della discussione riguardava proprio le persone presenti sulla nave in avvicinamento; secondo la nemesi di Jacob, infatti, tutte le persone sono malvagie e corruttibili, cosa che invece non sembra credere il rivale. In seguito si vede come Jacob sia apparso, prima e dopo lo schianto del volo 815, a molti dei personaggi della serie: salva Kate (bambina) dopo un piccolo furto, dà a James (anch'esso ancora bambino) una penna per scrivere la sua lettera al vero Sawyer, distrae Sayid chiedendogli informazioni prima che Nadia attraversi la strada venendo investita a morte, chiede aiuto ad Ilana in un ospedale, sembra che faccia resuscitare John dopo la caduta che lo costringerà sulla sedia a rotelle, si presenta al matrimonio di Jin e Sun dicendo loro di non dare mai per scontato il loro amore, incontra Jack poco dopo una difficile operazione ed infine dice a Hurley come tornare sull'isola lasciandogli la chitarra che poi porterà con sé sul volo Ajira 316.
Nel 1977, Kate convince James e Juliet a fuggire dal sottomarino per fermare Jack e Sayid intenti a far esplodere la bomba H sul Cigno. Così i tre rubano un mazzo di chiavi da un componente dell'equipaggio, quindi impongono al comandante del Galaga di riemergere. Tornati all'isola incontrano Vincent, che per tre anni è stato accudito da Bernard e Rose. I due sembrano molto informati dei recenti accadimenti: sanno che Jin li ha cercati disperatamente, così come sanno dell'appartenenza di James e Juliet al Progetto DHARMA; tuttavia confessano di essersi volutamente tenuti in disparte, per vivere la loro vita in pace nella foresta. La coppia indica ai tre la strada per la Base.

Sayid, Jack, Richard ed Eloise si dirigono verso l'uscita dai tunnel con il nucleo al plutonio della bomba, che hanno estratto seguendo le istruzioni riportate nel diario di Daniel. Richard però stordisce Eloise e chiede ai due di proseguire da soli. Jack e Sayid si ritrovano così nella casa di Horace, dove rubano due tute per mimetizzarsi nella confusione del campo. Vengono scoperti però da Roger che, furioso per ciò che Sayid ha fatto a suo figlio Ben, gli spara. Tutto il campo viene allertato ma, a bordo del furgone, arrivano a salvare la situazione Jin, Hurley e Miles, che li portano via dalla Base, dirigendosi, su richiesta di Jack, verso il Cigno. Dopo un breve tragitto però, la strada viene loro sbarrata da James, Juliet e Kate; James chiede a Jack di potergli parlare.
James dice a Jack che nulla potrà cambiare: ciò che è stato è stato, mentre Jack dice di essere lì perché crede di dover cambiare il passato. Non essendo riuscito a convincerlo, James comincia a picchiare l'altro. È Juliet a fermarlo, ora d'accordo con l'idea di Jack, avendo cambiato idea dopo aver notato come James guarda Kate, e dicendogli che se far esplodere la bomba non li farà mai incontrare, ciò impedirà anche che lei possa perderlo.

Ora sono tutti dalla stessa parte. Jack si avvicina al Cigno con la bomba, ma viene notato da Phil, arrivato come rinforzo per proteggere gli scavi; si scatena così un conflitto a fuoco tra i sopravvissuti e il Progetto DHARMA, ma James riesce a prendere in ostaggio Phil permettendo a Jack di gettare nel foro la bomba, la quale tuttavia non esplode. La sacca è però ormai perforata, e tutti gli oggetti di metallo nell'area cominciano ad essere attratti verso il foro; Juliet viene colpita e accidentalmente avvolta da una catena finendo all'interno del foro e, nonostante gli sforzi di Kate e James per salvarla, vi precipita dentro.
Nel 2007, il gruppo di Ilana ha portato con sé Frank sull'isola, insieme alla grossa cassa recuperata dall'aereo. Frank chiede di vederne il contenuto e rimane sconvolto. Il gruppo si dirige poi alla cascina di Jacob, ora abbandonata. Secondo Ilana, ultimamente vi avrebbe vissuto qualcun altro.
Il gruppo di Locke prosegue il suo viaggio per incontrare Jacob, e Locke affida a Ben il compito di ucciderlo, così da potersi vendicare per tutto ciò che gli ha fatto. Ben ammette di non aver mai visto Jacob: il suo incontro, a cui ha assistito anche John, era solo una messinscena. Arrivati alla statua (o meglio, al piede che ne resta) il gruppo si accampa. Arrivata la sera, Richard indica a Locke e Ben come entrare nella statua, mentre lui aspetterà fuori. Mentre i due entrano, al campo arriva il gruppo di Ilana, la quale chiede a Richard cosa ci sia all'ombra della statua. Richard risponde in latino "colui che ci salverà tutti": è la risposta esatta e Ilana svela il contenuto della cassa: John Locke, effettivamente morto, ancora con lo smoking del suo funerale. Chi è entrato nella statua è quindi un impostore, più precisamente colui che aveva minacciato di uccidere Jacob nel flashback iniziale, che in qualche modo ha assunto le sembianze di John. All'incontro con Jacob, che riconosce subito il suo nemico, Ben esegue il compito datogli da "John" e colpisce al petto Jacob con un coltello. Le ultime parole di Jacob, prima che il falso John lo getti nel fuoco, sono: "Stanno arrivando".
La scena finale dell'episodio mostra che Juliet, in realtà, all'insaputa degli altri, riesce a sopravvivere alla caduta, raggiungendo la bomba ancora inesplosa. Comincia così a colpirla con rabbia con le sue ultime forze, fino a farla esplodere.
Note: per la prima volta dall'inizio del serial, la scritta LOST alla fine dell'episodio appare a caratteri neri su sfondo bianco, al negativo rispetto a tutti i precedenti episodi.